# Avro Shackleton
Avro Shackleton je bil britansko štirimotorno mornariško patruljno letalo z dolgim dosegom. Razvit je bil iz bombnika Avro Lincoln, ki sam izhaja iz Avro Lancasterja. Ime je dobil po polarnem raziskovalcu siru Ernestu Shackletonu. Shackleton se je primarno uporabljal za patuliranje na morju in protipodmorniško bojevanje, pa tudi za iskanje in reševanje ter transport. Manjše število so preuredili v letala za zgodnje opozarjanje (AEW).
Shackleton je imel za pogon štiri bencinske batne motorje Rolls-Royce Griffon 57, vsak motor je poganjal dva kontrarotirajoča propelerja.

## Specifikacije
Podatki iz Flight International
Splošne karakteristike
- Posadka: 10
- Dolžina: 87 ft 4 in (26,61 m)
- Razpon kril: 120 ft (36,58 m)
- Višina: 17 ft 6 in (5,33 m)
- Površina kril: 1421 ft² (132 m²)
- Aeroprofil: modificirana NACA 23018 v korenu, NACA 23012 na koncu kril
- Teža praznega letala: 51400 lb (23300 kg)
- Maks. vzletna teža: 86000 lb (39000 kg
- Kapaciteta goriva: 19360 L)
- Pogon letala: 4 ×  tekočinsko hlajeni 12-valjni bencinski V-motor Rolls-Royce Griffon 57, 1960 KM (1460 kW)  vsak
- Propelerji: Kontrarotirajoča propelerja , 2 per engine
  - Premer propelerja: 13 ft (4 m)

 Zmogljivost 
- Maks. hitrost: 260 vozlov (300 mph, 480 km/h)
- Doseg: 1950 nmi (2250 milj, 3620 km)
- Trajanje leta: 14,6 ur
- Višina leta: 20200 ft (6,200 m)
- Maks. obremenitev krila: 61 lb/ft² (300 kg/m²)

Oborožitev

- Strelno orožje: 2 × 20-mm top Hispano Mark V v nosu
- Bombe: 10000 lb (4536 kg) bomb, torpedov, globinskih bomb ali jedrskih globinskih bomb